# جعفر محمد عثمان خليل
جعفر محمد عثمان خليل، شاعر وأديب سوداني من النوبة ولد في وادي حلفا في الثلث الأول من تسعينات القرن العشرين.

## الخبرات العلمية والعملية
حفظ القرآن الكريم وهو في العاشرة من عمره. ودرس في العاصمة المصرية القاهرة جميع المراحل الدراسية. ابتعث لدراسة تعليم اللغة العربية لغير الناطقين بها في جامعة السوربون بباريس. ثم عمل معلما بوزارة المعارف في المدارس الوسطى للبنين والبنات وفي الثانوية بنات وفي معاهد التربية بالدلنج وفي بخت الرضا . كما عمل مفتشا في مكتب تعليم كسلا. وكبير موجهي اللغة العربية للثانويات على مستوى السودان. ومدير للإدارة التربوية برئاسة التعليم في بورسودان. وكبير رؤساء شعب اللغة العربية على مستوى السودان في المجموعة الخامسة القديمة.
أُختير مستشاراً ثقافياً في الرباط 1976م وعمل في الصومال في المكتب الإقليمي للمنظمة العربية للتربية والثقافة والعلوم بمقديشو عضواً ببعثتها التعليمية وخبيرا وأستاذاً للأدب العربي واللغة العربية بكلية التربية وكلية الصحافة.
قدم برنامج بالإذاعة في مقديشو سجل فيه مايزيد عن ستين حلقة أسبوعيا بعنوان (أشتات عربيات).

## إنجازاته
شارك في مناهج السلم التعليمي الجديد (6+3+3).
حضر مؤتمر بالقاهرة موضوعه (محو الأمية الوظيفي)
حضر مؤتمرين متتاليين بالجزائر العاصمة ممثلاً للسودان.المؤتمر الأول كان بعنوان (تيسير قواعد اللغة العربية) والثاني بعنوان (إحصاء الألفاظ العربية).

## أعماله
- التبلدية
- السيجارة
- من وحي التاكا
- صورة
- لمن تغنون - 2002م وهي في رثاء الشعر.

### قصائد كتبها في باريس
صرخة الجحجاح .
مع القمر.

### قصائد كتبها في الرباط
إلى أبي .
موعد الأحد.
داع عهد جديد.

### قصائد كتبها في الصومال
شجرة في القفرة.
على ساحل المحيط الهندي.
الشهيد.
الدوحة العجوز.
ليل الكوخ.
نجيب محفوظ بمناسبة حصوله على جائزة نوبل.
الانتفاضة.

### قصائد كتبها في القرية 15
مقديشو.
التاريخ هائما في الصحراء.